# Dreifaltigkeitskapelle (Fahrenberg)

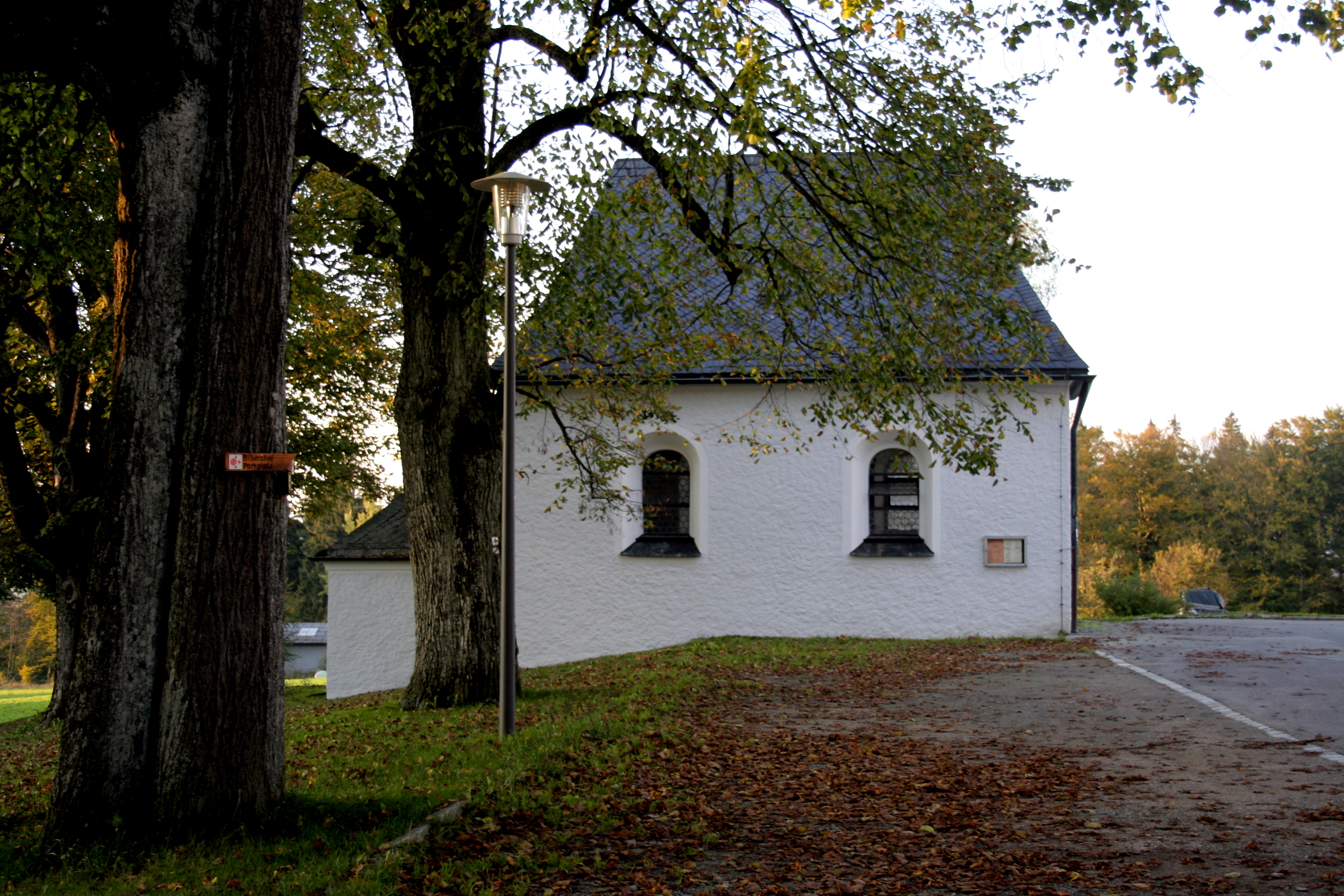
Dreifaltigkeitskapelle auf dem Fahrenberg bei Waldthurn

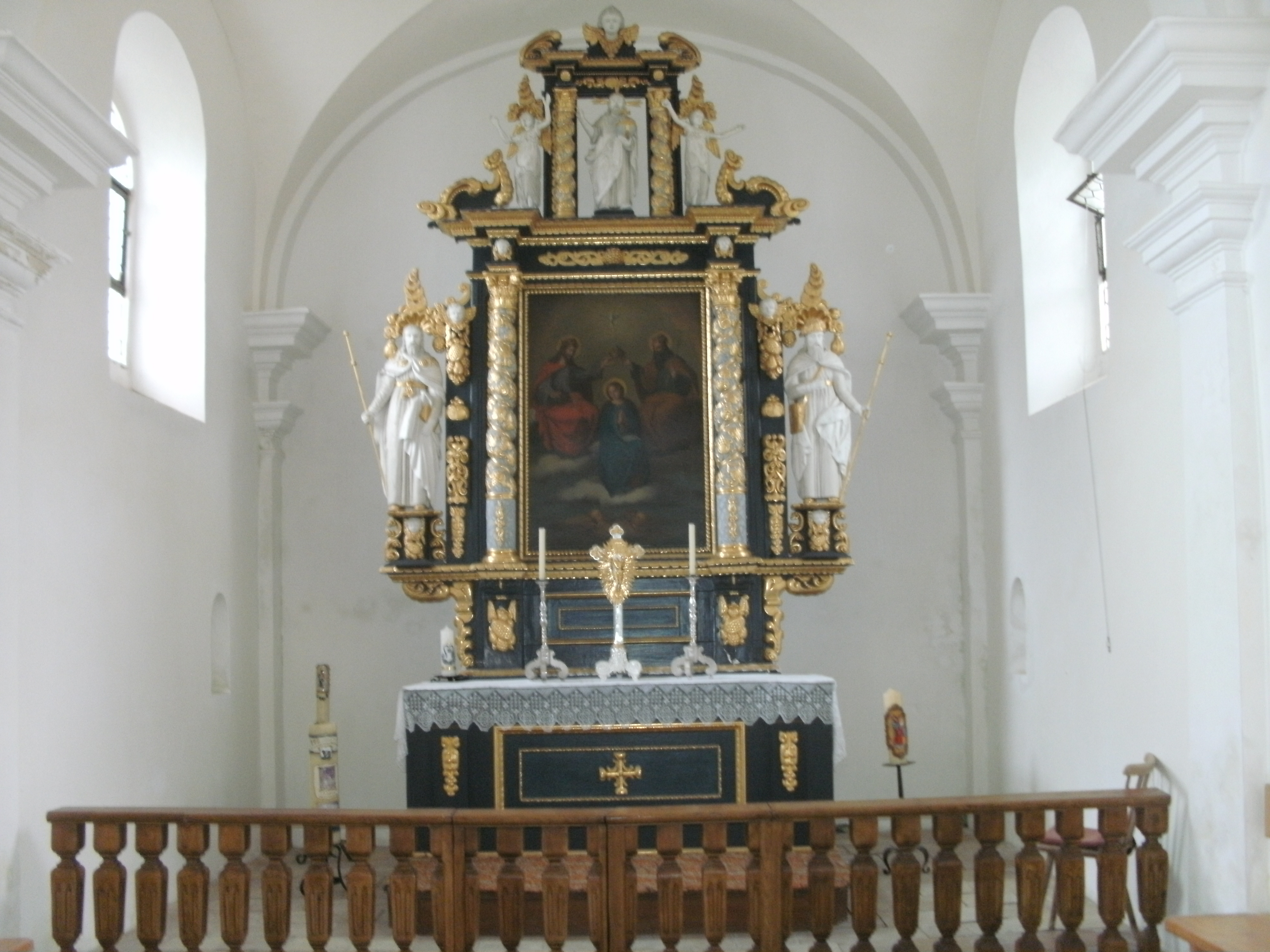
Kapelleninnenansicht

Die denkmalgeschützte römisch-katholische Dreifaltigkeitskapelle liegt auf dem zu Waldthurn gehörenden Fahrenberg (Oberfahrenberg 6).

## Geschichte
Die Kapelle wurde nach Angaben aus den Regensburger Diözesanmatrikeln von 1863 im Jahr 1706 erbaut und hier wurde auch die Heilige Messe gefeiert. Sie ist zugleich die 15. Station des zur Wallfahrtskirche Mariä Heimsuchung führenden Kreuzweges (Rosenkranzweg). Über ihre Gründung heißt es im Waldthurner Saalbuch von 1715: Die neben der Wallfahrtskirche stehende „kleine Kapelle SS. Trinitatis ist Beyläufig halben Theils aus denen Mitteln des Herrn Andreas Pommer, kaiserlichen Leib Quadri Trabanten zu Wien, theils aus denen Mittreln des Gotteshauses unser Lieben Frau aldsa erbaut und von Herrn Cammerer am 15. August 1706 nach erhaltener gnädiger Consistorial-Erlaubniß benedicirt worden“, dabei bat Pfarrer Weinzierl den Fürsten Lobkowitz, die Lobkowitzer waren damals im Besitz von Waldthurn, diese Kapelle unter seinen besonderen Schutz zu stellen. Andreas Pommer war Leibgardist und Stiefelwichser der Gattin des Kaisers Karl VI., Elisabeth Christine von Braunschweig-Wolfenbüttel. Er stiftete dazu auch eine Messe, die jeweils am Dreifaltigkeitssonntag gelesen werden sollte. 1776 wurde eine kleine Glocke für die Kapelle gestiftet mit der Aufschrift Erhart Kissner goß mich 1776.

## Kapellengebäude
Die Kapelle besaß bis 1890 einen Dachreiter mit einem Zwiebelturm. Dieser wurde vor 1904 entfernt, die Glocke wurde an das Leichenhaus zu Lennesrieth abgegeben. Heute ist die Kapelle ein einfacher Saalbau mit einem Walmdach über einem rechteckigen Grundriss. Die Decke besteht aus einem Kreuzgewölbe mit Gurtbögen auf Pilastern. Sie besitzt eine nach Westen ausgerichtete Eingangsvorhalle.

## Kapelleninneres
Das Altarbild stellt die Krönung Mariens dar. Der Altar wird auf das späte 17. Jahrhundert datiert. Er enthält zwei gedrehte und mit Reben umwundene Säulen im sogenannten Knorpelstil. Die seitlichen Holzfiguren stellen St. Jakob und einen Pilger dar. Im Altarauszug steht die Holzfigur des Salvator mundi in weißgoldener Fassung.